# Cissia lesbia
Espèce
 Cissia lesbia est une  espèce de papillons de la famille des Nymphalidae et de la sous-famille des Satyrinae et du genre Cissia.

## Dénomination
Cissia lesbia a été décrit par Otto Staudinger en 1886 sous le nom d' Euptychia lesbia.

### Noms vernaculaires
Cissia lesbia se nomme Lesbia Satyr en anglais .

## Description
C'est un papillon au dessus beige foncé  rayé de marron, bordé de trois fines lignes marron parallèles avec aux antérieures un ocelle à l'apex et aux postérieures deux ocelles dont un gros ocelle doublement pupillé de clair et cerclé de jaune.
Le revers est gris beige zébré de deux bandes marron avec de fines lignes marron parallèles en bordure, un ocelle pupillé et cerclé de jaune à l'apex des antérieures et, aux ailes postérieures, entre deux gros ocelles doublement dont celui dans l'aire anale est surmonté d'un zone orangée, une ligne submarginale de marques argentées.

## Biologie
En Guyane il vole toute l'année.

## Écologie et distribution
Cissia lesbia est présent dans le bassin amazonien, au Brésil et en Guyane,.

### Biotope
En Guyane il réside sur les collines.

### Protection
Pas de statut de protection particulier